# Romana Tedjakusuma
Romana Tedjakusuma (* 24. Juli 1976 in Surabaya) ist eine ehemalige indonesische Tennisspielerin.

## Karriere
Auf der WTA Tour gewann sie einen Doppeltitel und auf dem ITF Women’s Circuit waren es drei Einzel- und 17 Doppeltitel.
Bei den Asienspielen 1994 in Hiroshima gewann sie mit dem Team die Silbermedaille.
Für die indonesische Fed-Cup-Mannschaft bestritt sie von 1992 bis 2006 35 Partien, von denen sie 16 gewann.
Tedjakusuma nahm für Indonesien auch an den Olympischen Spielen 1996 in Atlanta teil.

## Turniersiege

### Doppel
| Nr. | Datum         | Turnier  | Kategorie   | Belag     | Partnerin    | Finalgegnerinnen            | Ergebnis |
| --- | ------------- | -------- | ----------- | --------- | ------------ | --------------------------- | -------- |
| 1.  | November 1994 | Surabaya | WTA Tier IV | Hartplatz | Yayuk Basuki | Kyōko Nagatsuka Ai Sugiyama | kampflos |

## Abschneiden bei Grand-Slam-Turnieren

### Einzel
| Turnier         | 1994 | Bilanz | Karriere |
| --------------- | ---- | ------ | -------- |
| Australian Open | 3    | 2:1    | 3        |
| French Open     | 1    | 0:1    | 1        |
| Wimbledon       | —    | 0:0    | —        |
| US Open         | 1    | 0:1    | 1        |